# Arquivo Distrital de Viseu

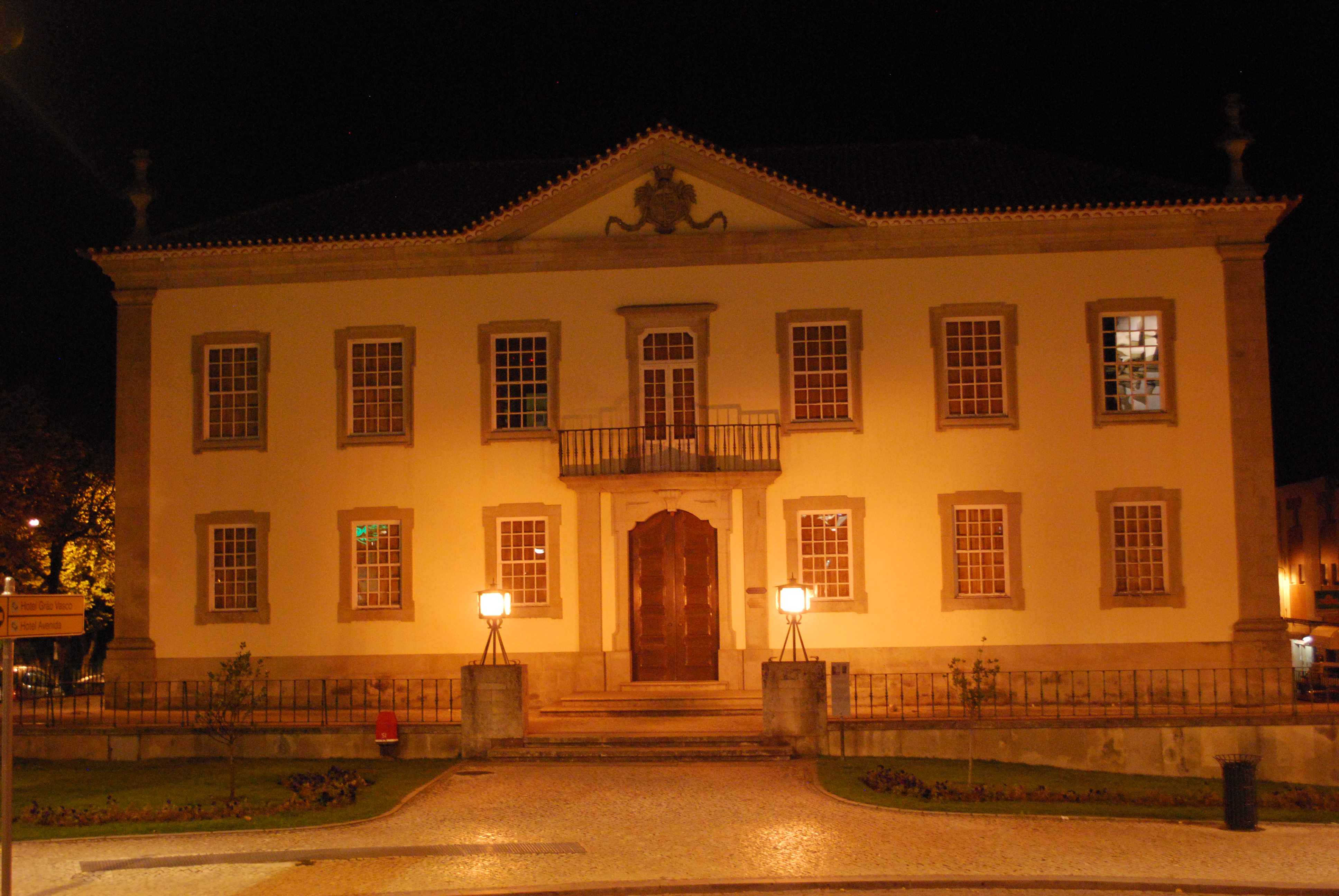
Casa Amarela

O Arquivo Distrital de Viseu (ADCTB) é um serviço dependente da Direção-Geral do Livro, dos Arquivos e das Bibliotecas (DGLAB).
O Arquivo Distrital encontra-se instalado desde 1956 na chamada "Casa Amarela", que albergou até 2002 a Biblioteca Municipal de Viseu.
| ID      | Câmara Municipal      | Freguesia /localidade actual | Data início | Data fim |
| ------- | --------------------- | ---------------------------- | ----------- | -------- |
| 1045961 | Cabril                | Cabril                       |             |          |
| 1045964 | Fráguas               | Fráguas                      |             |          |
| 1045975 | Gafanhão              | Gafanhão                     |             |          |
| 1045980 | Lafões                | Lafões                       |             |          |
| 1046060 | Mouraz                | Mouraz                       |             |          |
| 1046063 | Nespereira            | Mundão                       |             |          |
| 1046066 | Oliveira de Frades    | Oliveira de Frades           |             |          |
| 1046070 | Pendilhe              | Pendilhe                     |             |          |
| 1046077 | Senhorim              | Senhorim                     |             |          |
| 1046080 | Vila Cova à Coelheira | Vila Cova à Coelheira        |             |          |

| ID      | Paróquia                    | Concelho              | Freguesia/Localidade actual | Concelho/Vila data início | Concelho/Vila data fim |
| ------- | --------------------------- | --------------------- | --------------------------- | ------------------------- | ---------------------- |
| 1052697 | Aricera                     | Armamar               | Aricera                     |                           |                        |
| 1052700 | Armamar                     | Armamar               | Armamar                     |                           |                        |
| 1052752 | Cimbres                     | Armamar               | Cimbres                     |                           |                        |
| 1052838 | Coura                       | Armamar               | Coura                       |                           |                        |
| 1052867 | Folgosa                     | Armamar               | Folgosa                     |                           |                        |
| 1052897 | Fontelo                     | Armamar               | Fontelo                     |                           |                        |
| 1052918 | Queimada                    | Armamar               | Queimada                    |                           |                        |
| 1052947 | Queimadela                  | Armamar               | Queimadela                  |                           |                        |
| 1052960 | Santa Cruz de Lumiares      | Armamar               | Santa Cruz                  |                           |                        |
| 1052992 | Santiago                    | Armamar               | Santiago                    |                           |                        |
| 1052996 | Santo Adrião                | Armamar               | Santo Adrião                |                           |                        |
| 1053012 | São Cosmado                 | Armamar               | São Cosmado                 |                           |                        |
| 1053028 | São Martinho das Chãs       | Armamar               | São Martinho das Chãs       |                           |                        |
| 1053054 | São Romão                   | Armamar               | São Romão                   |                           |                        |
| 1053072 | Tões                        | Armamar               | Tões                        |                           |                        |
| 1053099 | Vila Seca                   | Armamar               | Vila Seca                   |                           |                        |
| 1054966 | Beijós                      | Carregal do Sal       | Beijós                      |                           |                        |
| 1055112 | Cabanas de Viriato          | Carregal do Sal       | Cabanas de Viriato          |                           |                        |
| 1055264 | Currelos                    | Carregal do Sal       | Currelos                    |                           |                        |
| 1055407 | Oliveira do Conde           | Carregal do Sal       | Oliveira do Conde           |                           |                        |
| 1055576 | Papízios                    | Carregal do Sal       | Papízios                    |                           |                        |
| 1055716 | Parada                      | Carregal do Sal       | Parada                      |                           |                        |
| 1055843 | Sobral de Papízios          | Carregal do Sal       | Sobral                      |                           |                        |
| 1053171 | Almofala                    | Castro Daire          | Almofala                    |                           |                        |
| 1053179 | Alva                        | Castro Daire          | Alva                        |                           |                        |
| 1053310 | Cabril                      | Castro Daire          | Cabril                      |                           |                        |
| 1053319 | Castro Daire                | Castro Daire          | Castro Daire                |                           |                        |
| 1053392 | Ermida                      | Castro Daire          | Ermida                      |                           |                        |
| 1053402 | Ester                       | Castro Daire          | Ester                       |                           |                        |
| 1053417 | Gafanhão                    | Castro Daire          | Gafanhão                    |                           |                        |
| 1053552 | Gosende                     | Castro Daire          | Gosende                     |                           |                        |
| 1053565 | Mamouros                    | Castro Daire          | Mamouros                    |                           |                        |
| 1053693 | Mezio                       | Castro Daire          | Mezio                       |                           |                        |
| 1053711 | Mões                        | Castro Daire          | Mões                        |                           |                        |
| 1053879 | Moledo                      | Castro Daire          | Moledo                      |                           |                        |
| 1054014 | Monteiras                   | Castro Daire          | Monteiras                   |                           |                        |
| 1054025 | Moura Morta                 | Castro Daire          | Moura Morta                 |                           |                        |
| 1054037 | Parada de Ester             | Castro Daire          | Parada de Ester             |                           |                        |
| 1054062 | Pepim                       | Castro Daire          | Pepim                       |                           |                        |
| 1054197 | Picão                       | Castro Daire          | Picão                       |                           |                        |
| 1054206 | Pinheiro                    | Castro Daire          | Pinheiro                    |                           |                        |
| 1054220 | Reriz                       | Castro Daire          | Reriz                       |                           |                        |
| 1054369 | Ribolhos                    | Castro Daire          | Ribolhos                    |                           |                        |
| 1054475 | São Joaninho                | Castro Daire          | São Joaninho                |                           |                        |
| 1054484 | Alhões                      | Cinfães               | Alhões                      |                           |                        |
| 1054491 | Bustelo                     | Cinfães               | Bustelo                     |                           |                        |
| 1054518 | Cinfães                     | Cinfães               | Cinfães                     |                           |                        |
| 1054953 | Ermida                      | Cinfães               |                             |                           |                        |
| 1054963 | Escamarão                   | Cinfães               |                             |                           |                        |
| 1054570 | Espadanedo                  | Cinfães               | Espadanedo                  |                           |                        |
| 1054608 | Ferreiros de Tendais        | Cinfães               | Ferreiros de Tendais        |                           |                        |
| 1054634 | Fornelos                    | Cinfães               | Fornelos                    |                           |                        |
| 1054664 | Nespereira                  | Cinfães               | Nespereira                  |                           |                        |
| 1054718 | Oliveira do Douro           | Cinfães               | Oliveira do Douro           |                           |                        |
| 1054762 | Santiago de Piães           | Cinfães               | Santiago de Piães           |                           |                        |
| 1054813 | São Cristóvão de Nogueira   | Cinfães               | São Cristóvão de Nogueira   |                           |                        |
| 1054843 | Souselo                     | Cinfães               | Souselo                     |                           |                        |
| 1054874 | Tarouquela                  | Cinfães               | Tarouquela                  |                           |                        |
| 1054878 | Tendais                     | Cinfães               | Tendais                     |                           |                        |
| 1054924 | Travanca                    | Cinfães               | Travanca                    |                           |                        |
| 1056071 | Almacave                    | Lamego                | Almacave                    |                           |                        |
| 1055972 | Avões                       | Lamego                | Avões                       |                           |                        |
| 1055984 | Britiande                   | Lamego                | Britiande                   |                           |                        |
| 1056004 | Cambres                     | Lamego                | Cambres                     |                           |                        |
| 1056020 | Cepões                      | Lamego                | Cepões                      |                           |                        |
| 1056031 | Ferreirim                   | Lamego                | Ferreirim                   |                           |                        |
| 1056038 | Ferreiros de Avões          | Lamego                | Ferreiros de Avões          |                           |                        |
| 1056046 | Figueira                    | Lamego                | Figueira                    |                           |                        |
| 1056058 | Lalim                       | Lamego                | Lalim                       |                           |                        |
| 1056142 | Lazarim                     | Lamego                | Lazarim                     |                           |                        |
| 1056157 | Magueija                    | Lamego                | Magueija                    |                           |                        |
| 1056164 | Melcões                     | Lamego                | Melcões                     |                           |                        |
| 1056167 | Parada do Bispo             | Lamego                | Parada do Bispo             |                           |                        |
| 1056174 | Penajóia                    | Lamego                | Penajoia                    |                           |                        |
| 1056209 | Penude                      | Lamego                | Penude                      |                           |                        |
| 1056233 | Pretarouca                  | Lamego                | Pretarouca                  |                           |                        |
| 1056272 | Samodães                    | Lamego                | Samodães                    |                           |                        |
| 1052074 | Sande                       | Lamego                | Sande                       |                           |                        |
| 1056111 | Sé                          | Lamego                | Sé                          |                           |                        |
| 1056395 | Valdigem                    | Lamego                | Valdigem                    |                           |                        |
| 1056406 | Várzea de Abrunhais         | Lamego                | Várzea de Abrunhais         |                           |                        |
| 1056421 | Vila Nova de Souto d’El-Rei | Lamego                | Vila Nova de Souto d'El-Rei |                           |                        |
| 1056601 | Abrunhosa-a-Velha           | Mangualde             | Abrunhosa-a-Velha           |                           |                        |
| 1056744 | Alcafache                   | Mangualde             | Alcafache                   |                           |                        |
| 1056892 | Chãs de Tavares             | Mangualde             | Chãs de Tavares             |                           |                        |
| 1057040 | Cunha Alta                  | Mangualde             | Cunha Alta                  |                           |                        |
| 1057159 | Cunha Baixa                 | Mangualde             | Cunha Baixa                 |                           |                        |
| 1057316 | Espinho                     | Mangualde             | Espinho                     |                           |                        |
| 1057489 | Fornos de Maceira Dão       | Mangualde             | Fornos de Maceira Dão       |                           |                        |
| 1057636 | Freixiosa                   | Mangualde             | Freixiosa                   |                           |                        |
| 1057770 | Lobelhe do Mato             | Mangualde             | Lobelhe do Mato             |                           |                        |
| 1057908 | Mangualde                   | Mangualde             | Mangualde                   |                           |                        |
| 1058082 | Mesquitela                  | Mangualde             | Mesquitela                  |                           |                        |
| 1058226 | Moimenta de Maceira Dão     | Mangualde             | Moimenta de Maceira Dão     |                           |                        |
| 1058367 | Póvoa de Cervães            | Mangualde             | Póvoa de Cervães            |                           |                        |
| 1058502 | Quintela de Azurara         | Mangualde             | Quintela de Azurara         |                           |                        |
| 1058646 | Santiago de Cassurrães      | Mangualde             | Santiago de Cassurrães      |                           |                        |
| 1058795 | São João da Fresta          | Mangualde             | São João da Fresta          |                           |                        |
| 1058927 | Travanca de Tavares         | Mangualde             | Travanca de Tavares         |                           |                        |
| 1059037 | Várzea de Tavares           | Mangualde             | Várzea de Tavares           |                           |                        |
| 1056432 | Alvite                      | Moimenta da Beira     | Alvite                      |                           |                        |
| 1056438 | Arcozelos                   | Moimenta da Beira     | Arcozelos                   |                           |                        |
| 1056445 | Ariz                        | Moimenta da Beira     | Ariz                        |                           |                        |
| 1056448 | Baldos                      | Moimenta da Beira     | Baldos                      |                           |                        |
| 1056452 | Cabaços                     | Moimenta da Beira     | Cabaços                     |                           |                        |
| 1056461 | Caria                       | Moimenta da Beira     | Caria                       |                           |                        |
| 1056473 | Castelo                     | Moimenta da Beira     | Castelo                     |                           |                        |
| 1056494 | Leomil                      | Moimenta da Beira     | Leomil                      |                           |                        |
| 1056515 | Moimenta da Beira           | Moimenta da Beira     | Moimenta da Beira           |                           |                        |
| 1056534 | Nagosa                      | Moimenta da Beira     | Nagosa                      |                           |                        |
| 1056537 | Paradinha                   | Moimenta da Beira     | Paradinha                   |                           |                        |
| 1056546 | Passô                       | Moimenta da Beira     | Passô                       |                           |                        |
| 1056551 | Pêra Velha                  | Moimenta da Beira     | Pera Velha                  |                           |                        |
| 1056559 | Peva                        | Moimenta da Beira     | Peva                        |                           |                        |
| 1056575 | Rua                         | Moimenta da Beira     | Rua                         |                           |                        |
| 1056584 | Sarzedo                     | Moimenta da Beira     | Sarzedo                     |                           |                        |
| 1056590 | Segões                      | Moimenta da Beira     | Segões                      |                           |                        |
| 1056485 | Sever                       | Moimenta da Beira     | Sever                       |                           |                        |
| 1056593 | Vilar                       | Moimenta da Beira     | Vilar                       |                           |                        |
| 1059180 | Almaça                      | Mortágua              | Almaça                      |                           |                        |
| 1059187 | Cercosa                     | Mortágua              | Cercosa                     |                           |                        |
| 1059194 | Cortegaça                   | Mortágua              | Cortegaça                   |                           |                        |
| 1059201 | Espinho                     | Mortágua              | Espinho                     |                           |                        |
| 1059208 | Marmeleira                  | Mortágua              | Marmeleira                  |                           |                        |
| 1059215 | Mortágua                    | Mortágua              | Mortágua                    |                           |                        |
| 1059222 | Pala                        | Mortágua              | Pala                        |                           |                        |
| 1059229 | Sobral                      | Mortágua              | Sobral                      |                           |                        |
| 1059236 | Trezói                      | Mortágua              | Trezoi                      |                           |                        |
| 1059245 | Vale de Remígio             | Mortágua              | Vale de Remígio             |                           |                        |
| 1059253 | Canas de Senhorim           | Nelas                 | Canas de Senhorim           |                           |                        |
| 1059405 | Carvalhal Redondo           | Nelas                 | Carvalhal Redondo           |                           |                        |
| 1059558 | Nelas                       | Nelas                 | Nelas                       |                           |                        |
| 1059715 | Santar                      | Nelas                 | Santar                      |                           |                        |
| 1059869 | Senhorim                    | Nelas                 | Senhorim                    |                           |                        |
| 1060117 | Vilar Seco                  | Nelas                 | Vilar Seco                  |                           |                        |
| 1060253 | Arca                        | Oliveira de Frades    | Arca                        |                           |                        |
| 1060387 | Arcozelo das Maias          | Oliveira de Frades    | Arcozelo das Maias          |                           |                        |
| 1060533 | Destriz                     | Oliveira de Frades    | Destriz                     |                           |                        |
| 1060660 | Oliveira de Frades          | Oliveira de Frades    | Oliveira de Frades          |                           |                        |
| 1060797 | Pinheiro de Lafões          | Oliveira de Frades    | Pinheiro                    |                           |                        |
| 1060944 | Reigoso                     | Oliveira de Frades    | Reigoso                     |                           |                        |
| 1061067 | Ribeiradio                  | Oliveira de Frades    | Ribeiradio                  |                           |                        |
| 1061203 | São João da Serra           | Oliveira de Frades    | São João da Serra           |                           |                        |
| 1061345 | São Vicente de Lafões       | Oliveira de Frades    | São Vicente de Lafões       |                           |                        |
| 1061464 | Sejães                      | Oliveira de Frades    | Sejães                      |                           |                        |
| 1061581 | Souto de Lafões             | Oliveira de Frades    | Souto de Lafões             |                           |                        |
| 1061709 | Varzielas                   | Oliveira de Frades    | Varzielas                   |                           |                        |
| 1061842 | Antas                       | Penalva do Castelo    | Antas                       |                           |                        |
| 1061992 | Castelo de Penalva          | Penalva do Castelo    | Castelo de Penalva          |                           |                        |
| 1062010 | Esmolfe                     | Penalva do Castelo    | Esmolfe                     |                           |                        |
| 1062017 | Germil                      | Penalva do Castelo    | Germil                      |                           |                        |
| 1062024 | Ínsua                       | Penalva do Castelo    | Ínsua                       |                           |                        |
| 1062031 | Lusinde                     | Penalva do Castelo    | Lusinde                     |                           |                        |
| 1062038 | Mareco                      | Penalva do Castelo    | Mareco                      |                           |                        |
| 1062045 | Pindo                       | Penalva do Castelo    | Pindo                       |                           |                        |
| 1062052 | Real                        | Penalva do Castelo    | Real                        |                           |                        |
| 1062059 | Sezures                     | Penalva do Castelo    | Sezures                     |                           |                        |
| 1062066 | Trancozelos                 | Penalva do Castelo    | Trancozelos                 |                           |                        |
| 1062073 | Vila Cova do Covelo         | Penalva do Castelo    | Vila Cova do Covelo         |                           |                        |
| 1062080 | Antas                       | Penedono              | Antas                       |                           |                        |
| 1062111 | Beselga                     | Penedono              | Beselga                     |                           |                        |
| 1062129 | Castainço                   | Penedono              | Castainço                   |                           |                        |
| 1062146 | Granja                      | Penedono              | Granja                      |                           |                        |
| 1062165 | Ourozinho                   | Penedono              | Ourozinho                   |                           |                        |
| 1062178 | Penedono                    | Penedono              | Penedono                    |                           |                        |
| 1062203 | Penela da Beira             | Penedono              | Penela da Beira             |                           |                        |
| 1062225 | Póvoa de Penela             | Penedono              | Póvoa de Penela             |                           |                        |
| 1062245 | Souto                       | Penedono              | Souto                       |                           |                        |
| 1062264 | Anreade                     | Resende               | Anreade                     |                           |                        |
| 1062268 | Barrô                       | Resende               | Barrô                       |                           |                        |
| 1062272 | Cárquere                    | Resende               | Cárquere                    |                           |                        |
| 1062276 | Feirão                      | Resende               | Feirão                      |                           |                        |
| 1062279 | Felgueiras                  | Resende               | Felgueiras                  |                           |                        |
| 1062283 | Freigil                     | Resende               | Freigil                     |                           |                        |
| 1062287 | Miomães                     | Resende               | Miomães                     |                           |                        |
| 1062291 | Ovadas                      | Resende               | Ovadas                      |                           |                        |
| 1062295 | Panchorra                   | Resende               | Panchorra                   |                           |                        |
| 1062299 | Paus                        | Resende               | Paus                        |                           |                        |
| 1062303 | Resende                     | Resende               | Resende                     |                           |                        |
| 1062308 | São Cipriano                | Resende               | São Cipriano                |                           |                        |
| 1062312 | São João de Fontoura        | Resende               | São João de Fontoura        |                           |                        |
| 1062316 | São Martinho de Mouros      | Resende               | São Martinho de Mouros      |                           |                        |
| 1062320 | São Romão de Aregos         | Resende               | São Romão de Aregos         |                           |                        |
| 1062413 | Couto do Mosteiro           | Santa Comba Dão       | Couto do Mosteiro           |                           |                        |
| 1062420 | Óvoa                        | Santa Comba Dão       | Óvoa                        |                           |                        |
| 1062427 | Pinheiro de Ázere           | Santa Comba Dão       | Pinheiro de Ázere           |                           |                        |
| 1062434 | Santa Comba Dão             | Santa Comba Dão       | Santa Comba Dão             |                           |                        |
| 1062441 | São Joaninho                | Santa Comba Dão       | São Joaninho                |                           |                        |
| 1062448 | São João de Areias          | Santa Comba Dão       | São João de Areias          |                           |                        |
| 1062455 | Treixedo                    | Santa Comba Dão       | Treixedo                    |                           |                        |
| 1062462 | Vimieiro                    | Santa Comba Dão       | Vimieiro                    |                           |                        |
| 1062469 | Casais do Douro             | São João da Pesqueira |                             |                           |                        |
| 1062488 | Castanheiro do Sul          | São João da Pesqueira | Castanheiro do Sul          |                           |                        |
| 1062511 | Ervedosa do Douro           | São João da Pesqueira | Ervedosa do Douro           |                           |                        |
| 1062585 | Espinhosa                   | São João da Pesqueira | Espinhosa                   |                           |                        |
| 1062606 | Nagoselo                    | São João da Pesqueira | Nagozelo do Douro           |                           |                        |
| 1062618 | Paredes da Beira            | São João da Pesqueira | Paredes da Beira            |                           |                        |
| 1062630 | Pereiros                    | São João da Pesqueira | Pereiros                    |                           |                        |
| 1062686 | Riodades                    | São João da Pesqueira | Riodades                    |                           |                        |
| 1056283 | São João da Pesqueira       | São João da Pesqueira | São João da Pesqueira       |                           |                        |
| 1062710 | Sarzedinho                  | São João da Pesqueira |                             |                           |                        |
| 1062724 | Soutelo do Douro            | São João da Pesqueira | Soutelo do Douro            |                           |                        |
| 1062756 | Trevões                     | São João da Pesqueira | Trevões                     |                           |                        |
| 1062771 | Vale da Figueira            | São João da Pesqueira | Vale de Figueira            |                           |                        |
| 1062787 | Valongo dos Azeites         | São João da Pesqueira | Valongo dos Azeites         |                           |                        |
| 1062798 | Várzea de Trevões           | São João da Pesqueira | Várzea de Trevões           |                           |                        |
| 1062809 | Vilarouco                   | São João da Pesqueira | Vilarouco                   |                           |                        |
| 1062831 | Baiões                      | São Pedro do Sul      | Baiões                      |                           |                        |
| 1062838 | Bordonhos                   | São Pedro do Sul      | Bordonhos                   |                           |                        |
| 1062845 | Candal                      | São Pedro do Sul      | Candal                      |                           |                        |
| 1062852 | Carvalhais                  | São Pedro do Sul      | Carvalhais                  |                           |                        |
| 1062859 | Covas do Rio                | São Pedro do Sul      | Covas do Rio                |                           |                        |
| 1062866 | Figueiredo de Alva          | São Pedro do Sul      | Figueiredo de Alva          |                           |                        |
| 1062873 | Manhouce                    | São Pedro do Sul      | Manhouce                    |                           |                        |
| 1062880 | Pindelo dos Milagres        | São Pedro do Sul      | Pindelo dos Milagres        |                           |                        |
| 1062887 | Pinho                       | São Pedro do Sul      | Pinho                       |                           |                        |
| 1062894 | Santa Cruz da Trapa         | São Pedro do Sul      | Santa Cruz da Trapa         |                           |                        |
| 1062901 | São Cristóvão de Lafões     | São Pedro do Sul      | São Cristóvão de Lafões     |                           |                        |
| 1062908 | São Félix                   | São Pedro do Sul      | São Félix                   |                           |                        |
| 1062915 | São Martinho das Moitas     | São Pedro do Sul      | São Martinho das Moitas     |                           |                        |
| 1062922 | São Pedro do Sul            | São Pedro do Sul      | São Pedro do Sul            |                           |                        |
| 1062930 | Serrazes                    | São Pedro do Sul      | Serrazes                    |                           |                        |
| 1062934 | Sul                         | São Pedro do Sul      |                             |                           |                        |
| 1062941 | Valadares                   | São Pedro do Sul      | Valadares                   |                           |                        |
| 1062947 | Várzea de Lafões            | São Pedro do Sul      | Várzea                      |                           |                        |
| 1062954 | Vila Maior                  | São Pedro do Sul      | Vila Maior                  |                           |                        |
| 1062325 | Aguas Boas                  | Sátão                 | Águas Boas                  |                           |                        |
| 1062332 | Decermilo                   | Sátão                 | Decermilo                   |                           |                        |
| 1062339 | Ferreira de Aves            | Sátão                 | Ferreira de Aves            |                           |                        |
| 1062346 | Forles                      | Sátão                 | Forles                      |                           |                        |
| 1062409 | Ladário                     | Sátão                 | Ladário                     |                           |                        |
| 1062353 | Mioma                       | Sátão                 | Mioma                       |                           |                        |
| 1062360 | Rio de Moinhos              | Sátão                 | Rio de Moinhos              |                           |                        |
| 1062367 | Romãs                       | Sátão                 | Romãs                       |                           |                        |
| 1062374 | São Miguel de Vila Boa      | Sátão                 | São Miguel de Vila Boa      |                           |                        |
| 1062381 | Silvã de Baixo              | Sátão                 |                             |                           |                        |
| 1062388 | Silvã de Cima               | Sátão                 | Silvã de Cima               |                           |                        |
| 1062395 | Vila de Igreja              | Sátão                 |                             |                           |                        |
| 1062402 | Vila Longa                  | Sátão                 | Vila Longa                  |                           |                        |
| 1062961 | Arnas                       | Sernancelhe           | Arnas                       |                           |                        |
| 1062976 | Carregal                    | Sernancelhe           | Carregal                    |                           |                        |
| 1063062 | Chosendo                    | Sernancelhe           | Chosendo                    |                           |                        |
| 1063075 | Cunha                       | Sernancelhe           | Cunha                       |                           |                        |
| 1063088 | Escurquela                  | Sernancelhe           | Escurquela                  |                           |                        |
| 1063100 | Faia                        | Sernancelhe           | Faia                        |                           |                        |
| 1063145 | Ferreirim                   | Sernancelhe           | Ferreirim                   |                           |                        |
| 1063159 | Fonte Arcada                | Sernancelhe           | Fonte Arcada                |                           |                        |
| 1063205 | Freixinho                   | Sernancelhe           | Freixinho                   |                           |                        |
| 1063228 | Granjal                     | Sernancelhe           | Granjal                     |                           |                        |
| 1063241 | Lamosa                      | Sernancelhe           | Lamosa                      |                           |                        |
| 1063250 | Macieira                    | Sernancelhe           | Macieira                    |                           |                        |
| 1063275 | Penso                       | Sernancelhe           | Penso                       |                           |                        |
| 1063412 | Quintela da Lapa            | Sernancelhe           | Quintela                    |                           |                        |
| 1063533 | Sarzeda                     | Sernancelhe           | Sarzeda                     |                           |                        |
| 1063555 | Seixo                       | Sernancelhe           |                             |                           |                        |
| 1063594 | Sernancelhe                 | Sernancelhe           | Sernancelhe                 |                           |                        |
| 1063646 | Tabosa                      | Sernancelhe           |                             |                           |                        |
| 1063660 | Vila da Ponte               | Sernancelhe           | Vila da Ponte               |                           |                        |
| 1063684 | Adorigo                     | Tabuaço               | Adorigo                     |                           |                        |
| 1063715 | Arcos                       | Tabuaço               | Arcos                       |                           |                        |
| 1063742 | Barcos                      | Tabuaço               | Barcos                      |                           |                        |
| 1063772 | Chavães                     | Tabuaço               | Chavães                     |                           |                        |
| 1063801 | Desejosa                    | Tabuaço               | Desejosa                    |                           |                        |
| 1063829 | Granja do Tedo              | Tabuaço               | Granja do Tedo              |                           |                        |
| 1063845 | Granjinha                   | Tabuaço               | Granjinha                   |                           |                        |
| 1063899 | Longa                       | Tabuaço               | Longa                       |                           |                        |
| 1063947 | Paradela                    | Tabuaço               | Paradela                    |                           |                        |
| 1063969 | Pereiro                     | Tabuaço               | Pereiro                     |                           |                        |
| 1063984 | Pinheiros                   | Tabuaço               | Pinheiros                   |                           |                        |
| 1063996 | Santa Leocádia              | Tabuaço               | Santa Leocádia              |                           |                        |
| 1064028 | Sendim                      | Tabuaço               | Sendim                      |                           |                        |
| 1064063 | Tabuaço                     | Tabuaço               | Tabuaço                     |                           |                        |
| 1064081 | Távora                      | Tabuaço               | Távora                      |                           |                        |
| 1064096 | Vale de Figueira            | Tabuaço               | Vale de Figueira            |                           |                        |
| 1064109 | Valença do Douro            | Tabuaço               | Valença do Douro            |                           |                        |
| 1064247 | Dalvares                    | Tarouca               | Dálvares                    |                           |                        |
| 1064288 | Gouviães                    | Tarouca               | Gouviães                    |                           |                        |
| 1064301 | Granja Nova                 | Tarouca               | Granja Nova                 |                           |                        |
| 1064350 | Mondim da Beira             | Tarouca               | Mondim da Beira             |                           |                        |
| 1064443 | Salzedas                    | Tarouca               | Salzedas                    |                           |                        |
| 1064490 | São João de Tarouca         | Tarouca               | São João de Tarouca         |                           |                        |
| 1064519 | Tarouca                     | Tarouca               | Tarouca                     |                           |                        |
| 1064544 | Ucanha                      | Tarouca               | Ucanha                      |                           |                        |
| 1064555 | Várzea da Serra             | Tarouca               | Várzea da Serra             |                           |                        |
| 1064571 | Vila Chã da Beira           | Tarouca               | Vila Chã da Beira           |                           |                        |
| 1064145 | Barreiro de Besteiros       | Tondela               | Barreiro de Besteiros       |                           |                        |
| 1064150 | Campo de Besteiros          | Tondela               | Campo de Besteiros          |                           |                        |
| 1064154 | Canas de Santa Maria        | Tondela               | Canas de Santa Maria        |                           |                        |
| 1064158 | Caparrosa                   | Tondela               | Caparrosa                   |                           |                        |
| 1064162 | Castelões                   | Tondela               | Castelões                   |                           |                        |
| 1064166 | Dardavaz                    | Tondela               | Dardavaz                    |                           |                        |
| 1064170 | Ferreirós do Dão            | Tondela               | Ferreirós do Dão            |                           |                        |
| 1064174 | Guardão                     | Tondela               | Guardão                     |                           |                        |
| 1064177 | Lageosa                     | Tondela               |                             |                           |                        |
| 1064181 | Lobão da Beira              | Tondela               | Lobão da Beira              |                           |                        |
| 1064185 | Molelos                     | Tondela               | Molelos                     |                           |                        |
| 1064189 | Mosteirinho                 | Tondela               | Mosteirinho                 |                           |                        |
| 1064193 | Mosteiro de Fráguas         | Tondela               | Mosteiro de Fráguas         |                           |                        |
| 1064197 | Mouraz                      | Tondela               | Mouraz                      |                           |                        |
| 1064201 | Nandufe                     | Tondela               | Nandufe                     |                           |                        |
| 1064205 | Parada de Gonta             | Tondela               | Parada de Gonta             |                           |                        |
| 1064209 | Sabugosa                    | Tondela               | Sabugosa                    |                           |                        |
| 1204793 | Santiago de Besteiros       | Tondela               | Santiago de Besteiros       |                           |                        |
| 1064218 | São João do Monte           | Tondela               | São João do Monte           |                           |                        |
| 1064223 | São Miguel do Outeiro       | Tondela               | São Miguel do Outeiro       |                           |                        |
| 1064227 | Silvares                    | Tondela               | Silvares                    |                           |                        |
| 1064231 | Tonda                       | Tondela               | Tonda                       |                           |                        |
| 1064235 | Tondela                     | Tondela               | Tondela                     |                           |                        |
| 1064239 | Vila Nova da Rainha         | Tondela               | Vila Nova da Rainha         |                           |                        |
| 1064243 | Vilar de Besteiros          | Tondela               | Vilar de Besteiros          |                           |                        |
| 1064717 | Alhais                      | Vila Nova de Paiva    | Alhais                      |                           |                        |
| 1064755 | Fráguas                     | Vila Nova de Paiva    | Fráguas                     |                           |                        |
| 1064876 | Pendilhe                    | Vila Nova de Paiva    | Pendilhe                    |                           |                        |
| 1064943 | Queiriga                    | Vila Nova de Paiva    | Queiriga                    |                           |                        |
| 1065100 | Touro                       | Vila Nova de Paiva    | Touro                       |                           |                        |
| 1065150 | Vila Cova à Coelheira       | Vila Nova de Paiva    | Vila Cova à Coelheira       |                           |                        |
| 1065282 | Vila Nova de Paiva          | Vila Nova de Paiva    | Vila Nova de Paiva          |                           |                        |
| 1064584 | Abraveses                   | Viseu                 | Abraveses                   |                           |                        |
| 1064588 | Barreiros                   | Viseu                 | Barreiros                   |                           |                        |
| 1064592 | Boaldeia                    | Viseu                 | Boa Aldeia                  |                           |                        |
| 1064596 | Bodiosa                     | Viseu                 | Bodiosa                     |                           |                        |
| 1064600 | Calde                       | Viseu                 | Calde                       |                           |                        |
| 1064605 | Campo                       | Viseu                 | Campo                       |                           |                        |
| 1064609 | Cavernães                   | Viseu                 | Cavernães                   |                           |                        |
| 1064613 | Cepões                      | Viseu                 | Cepões                      |                           |                        |
| 1064617 | Côta                        | Viseu                 | Cota                        |                           |                        |
| 1064621 | Couto de Baixo              | Viseu                 | Couto de Baixo              |                           |                        |
| 1064625 | Couto de Cima               | Viseu                 | Couto de Cima               |                           |                        |
| 1064629 | Fail                        | Viseu                 | Fail                        |                           |                        |
| 1064632 | Farminhão                   | Viseu                 | Farminhão                   |                           |                        |
| 1064636 | Fragosela                   | Viseu                 | Fragosela                   |                           |                        |
| 1064640 | Lordosa                     | Viseu                 | Lordosa                     |                           |                        |
| 1064644 | Mundão                      | Viseu                 | Mundão                      |                           |                        |
| 1064707 | Ocidental                   | Viseu                 |                             |                           |                        |
| 1064648 | Orgens                      | Viseu                 | Orgens                      |                           |                        |
| 1064713 | Oriental                    | Viseu                 |                             |                           |                        |
| 1064652 | Povolide                    | Viseu                 | Povolide                    |                           |                        |
| 1064656 | Ranhados                    | Viseu                 | Ranhados                    |                           |                        |
| 1064660 | Ribafeita                   | Viseu                 | Ribafeita                   |                           |                        |
| 1064664 | Rio de Loba                 | Viseu                 | Rio de Loba                 |                           |                        |
| 1064668 | Santos Evos                 | Viseu                 | Santos Evos                 |                           |                        |
| 1064673 | São Cipriano                | Viseu                 | São Cipriano                |                           |                        |
| 1064677 | São João de Lourosa         | Viseu                 | São João de Lourosa         |                           |                        |
| 1064681 | São Pedro de France         | Viseu                 | São Pedro de France         |                           |                        |
| 1064685 | São Salvador                | Viseu                 | São Salvador                |                           |                        |
| 1064689 | Silgueiros                  | Viseu                 | Silgueiros                  |                           |                        |
| 1064693 | Torredeita                  | Viseu                 | Torredeita                  |                           |                        |
| 1064698 | Vil de Souto                | Viseu                 | Vil de Souto                |                           |                        |
| 1064703 | Vila Chã de Sá              | Viseu                 | Vila Chã de Sá              |                           |                        |
| 1065405 | Alcofra                     | Vouzela               | Alcofra                     |                           |                        |
| 1065409 | Cambra                      | Vouzela               | Cambra                      |                           |                        |
| 1065414 | Campia                      | Vouzela               | Campia                      |                           |                        |
| 1065418 | Carvalhal de Vermilhas      | Vouzela               | Carvalhal de Vermilhas      |                           |                        |
| 1065422 | Fataunços                   | Vouzela               | Fataunços                   |                           |                        |
| 1065426 | Figueiredo das Donas        | Vouzela               | Figueiredo das Donas        |                           |                        |
| 1065430 | Fornelo do Monte            | Vouzela               | Fornelo do Monte            |                           |                        |
| 1065434 | Paços de Vilharigues        | Vouzela               | Paços de Vilharigues        |                           |                        |
| 1065438 | Queirã                      | Vouzela               | Queirã                      |                           |                        |
| 1065442 | São Miguel do Mato          | Vouzela               | São Miguel do Mato          |                           |                        |
| 1065446 | Ventosa                     | Vouzela               | Ventosa                     |                           |                        |
| 1062706 | Vouzela                     | Vouzela               | Vouzela                     |                           |                        |